# Гложенський монастир
Гложенський монастир (болг. Гложенският манастир „Свети Великомъченик Георги Победоносец“) — православний монастир в Болгарії. Розташований за 12 км від міста Тетевен, поряд із селами Малик-Ізвор та Гложене. Зведений на вершині однієї з Балканських гір та зовні нагадує середньовічний замок.
Монастир було засновано у XIII столітті (близько 1224 року) князем Георгієм Гложем, який втік з Київської Русі під час монголо-татарської навали. Георгія прийняв болгарський цар Іван Асен II, і він отримав дозвіл оселитись у цих землях. З Києва Георгій привіз ікону Юрія (Георгія) Змієборця, яка стала головною монастирською святинею. Кафалікон монастиря, цілковито зруйнований під час землетрусу 1913 року, був розписаний фресками. 1951 року на місці старої церкви було збудовано нову.
За часів турецького володарювання в монастирі переховувався болгарський революціонер Васил Левскі. За вказівкою князя Фердинанда 1893 року у Гложенському монастирі був ув'язнений Васил Друмев (митрополит Тирновський), який провів тут 15 місяців, харчуючись солоною рибою, яку йому потай передавали ченці.